# Llista d'asteroides/171501-171600
| Nom      | Designació provisional | Data de descobriment   | Lloc de descobriment | Descobridor/s        |
| -------- | ---------------------- | ---------------------- | -------------------- | -------------------- |
| 171501 - | 1997 MZ5               | 26 de juny de 1997     | Kitt Peak            | Spacewatch           |
| 171502 - | 1997 ND2               | 3 de juliol de 1997    | Kitt Peak            | Spacewatch           |
| 171503 - | 1998 DZ11              | 23 de febrer de 1998   | Kitt Peak            | Spacewatch           |
| 171504 - | 1998 EP5               | 1 de març de 1998      | Kitt Peak            | Spacewatch           |
| 171505 - | 1998 HV35              | 20 d'abril de 1998     | Socorro              | LINEAR               |
| 171506 - | 1998 HC44              | 20 d'abril de 1998     | Socorro              | LINEAR               |
| 171507 - | 1998 HC111             | 23 d'abril de 1998     | Socorro              | LINEAR               |
| 171508 - | 1998 MY13              | 19 de juny de 1998     | Caussols             | ODAS                 |
| 171509 - | 1998 QV18              | 17 d'agost de 1998     | Socorro              | LINEAR               |
| 171510 - | 1998 QC23              | 17 d'agost de 1998     | Socorro              | LINEAR               |
| 171511 - | 1998 QY83              | 24 d'agost de 1998     | Socorro              | LINEAR               |
| 171512 - | 1998 RP20              | 14 de setembre de 1998 | Ondřejov             | L. Šarounová         |
| 171513 - | 1998 RJ63              | 14 de setembre de 1998 | Socorro              | LINEAR               |
| 171514 - | 1998 SG23              | 17 de setembre de 1998 | Anderson Mesa        | LONEOS               |
| 171515 - | 1998 SW48              | 27 de setembre de 1998 | Kitt Peak            | Spacewatch           |
| 171516 - | 1998 SQ92              | 26 de setembre de 1998 | Socorro              | LINEAR               |
| 171517 - | 1998 SQ155             | 26 de setembre de 1998 | Socorro              | LINEAR               |
| 171518 - | 1998 TO                | 10 d'octubre de 1998   | Goodricke-Pigott     | R. A. Tucker         |
| 171519 - | 1998 US19              | 28 d'octubre de 1998   | Socorro              | LINEAR               |
| 171520 - | 1999 AR19              | 13 de gener de 1999    | Kitt Peak            | Spacewatch           |
| 171521 - | 1999 CH3               | 7 de febrer de 1999    | Nachi-Katsuura       | Y. Shimizu, T. Urata |
| 171522 - | 1999 CY5               | 10 de febrer de 1999   | Socorro              | LINEAR               |
| 171523 - | 1999 CE83              | 10 de febrer de 1999   | Socorro              | LINEAR               |
| 171524 - | 1999 CP111             | 12 de febrer de 1999   | Socorro              | LINEAR               |
| 171525 - | 1999 CW111             | 12 de febrer de 1999   | Socorro              | LINEAR               |
| 171526 - | 1999 HO7               | 19 d'abril de 1999     | Kitt Peak            | Spacewatch           |
| 171527 - | 1999 HT9               | 17 d'abril de 1999     | Socorro              | LINEAR               |
| 171528 - | 1999 JH28              | 10 de maig de 1999     | Socorro              | LINEAR               |
| 171529 - | 1999 JK70              | 12 de maig de 1999     | Socorro              | LINEAR               |
| 171530 - | 1999 JN102             | 13 de maig de 1999     | Socorro              | LINEAR               |
| 171531 - | 1999 JR114             | 13 de maig de 1999     | Socorro              | LINEAR               |
| 171532 - | 1999 JB134             | 15 de maig de 1999     | Catalina             | CSS                  |
| 171533 - | 1999 KC10              | 18 de maig de 1999     | Socorro              | LINEAR               |
| 171534 - | 1999 NC48              | 13 de juliol de 1999   | Socorro              | LINEAR               |
| 171535 - | 1999 RZ11              | 7 de setembre de 1999  | Socorro              | LINEAR               |
| 171536 - | 1999 RH61              | 7 de setembre de 1999  | Socorro              | LINEAR               |
| 171537 - | 1999 RZ65              | 7 de setembre de 1999  | Socorro              | LINEAR               |
| 171538 - | 1999 RY66              | 7 de setembre de 1999  | Socorro              | LINEAR               |
| 171539 - | 1999 RJ86              | 7 de setembre de 1999  | Socorro              | LINEAR               |
| 171540 - | 1999 RX86              | 7 de setembre de 1999  | Socorro              | LINEAR               |
| 171541 - | 1999 RY108             | 8 de setembre de 1999  | Socorro              | LINEAR               |
| 171542 - | 1999 RH125             | 9 de setembre de 1999  | Socorro              | LINEAR               |
| 171543 - | 1999 RM134             | 9 de setembre de 1999  | Socorro              | LINEAR               |
| 171544 - | 1999 RJ144             | 9 de setembre de 1999  | Socorro              | LINEAR               |
| 171545 - | 1999 RR145             | 9 de setembre de 1999  | Socorro              | LINEAR               |
| 171546 - | 1999 RA154             | 9 de setembre de 1999  | Socorro              | LINEAR               |
| 171547 - | 1999 RH154             | 9 de setembre de 1999  | Socorro              | LINEAR               |
| 171548 - | 1999 RS161             | 9 de setembre de 1999  | Socorro              | LINEAR               |
| 171549 - | 1999 RE209             | 8 de setembre de 1999  | Socorro              | LINEAR               |
| 171550 - | 1999 SK15              | 30 de setembre de 1999 | Catalina             | CSS                  |
| 171551 - | 1999 TK7               | 7 d'octubre de 1999    | Monte Agliale        | S. Donati            |
| 171552 - | 1999 TD12              | 10 d'octubre de 1999   | Gnosca               | S. Sposetti          |
| 171553 - | 1999 TG39              | 3 d'octubre de 1999    | Catalina             | CSS                  |
| 171554 - | 1999 TR57              | 6 d'octubre de 1999    | Kitt Peak            | Spacewatch           |
| 171555 - | 1999 TF74              | 10 d'octubre de 1999   | Kitt Peak            | Spacewatch           |
| 171556 - | 1999 TW129             | 6 d'octubre de 1999    | Socorro              | LINEAR               |
| 171557 - | 1999 TO140             | 6 d'octubre de 1999    | Socorro              | LINEAR               |
| 171558 - | 1999 TE147             | 7 d'octubre de 1999    | Socorro              | LINEAR               |
| 171559 - | 1999 TU147             | 7 d'octubre de 1999    | Socorro              | LINEAR               |
| 171560 - | 1999 TX161             | 9 d'octubre de 1999    | Socorro              | LINEAR               |
| 171561 - | 1999 TT169             | 10 d'octubre de 1999   | Socorro              | LINEAR               |
| 171562 - | 1999 TZ177             | 10 d'octubre de 1999   | Socorro              | LINEAR               |
| 171563 - | 1999 TR178             | 10 d'octubre de 1999   | Socorro              | LINEAR               |
| 171564 - | 1999 TX219             | 1 d'octubre de 1999    | Catalina             | CSS                  |
| 171565 - | 1999 TD227             | 5 d'octubre de 1999    | Socorro              | LINEAR               |
| 171566 - | 1999 TG272             | 3 d'octubre de 1999    | Socorro              | LINEAR               |
| 171567 - | 1999 TF284             | 9 d'octubre de 1999    | Socorro              | LINEAR               |
| 171568 - | 1999 TJ286             | 10 d'octubre de 1999   | Socorro              | LINEAR               |
| 171569 - | 1999 UD3               | 16 d'octubre de 1999   | Bergisch Gladbach    | W. Bickel            |
| 171570 - | 1999 UK28              | 31 d'octubre de 1999   | Kitt Peak            | Spacewatch           |
| 171571 - | 1999 US38              | 29 d'octubre de 1999   | Anderson Mesa        | LONEOS               |
| 171572 - | 1999 UJ42              | 21 d'octubre de 1999   | Socorro              | LINEAR               |
| 171573 - | 1999 UH43              | 28 d'octubre de 1999   | Catalina             | CSS                  |
| 171574 - | 1999 VS4               | 5 de novembre de 1999  | Višnjan Observatory  | K. Korlević          |
| 171575 - | 1999 VM5               | 6 de novembre de 1999  | Fountain Hills       | C. W. Juels          |
| 171576 - | 1999 VP11              | 7 de novembre de 1999  | Socorro              | LINEAR               |
| 171577 - | 1999 VW14              | 2 de novembre de 1999  | Kitt Peak            | Spacewatch           |
| 171578 - | 1999 VW21              | 12 de novembre de 1999 | Višnjan Observatory  | K. Korlević          |
| 171579 - | 1999 VD23              | 12 de novembre de 1999 | Gnosca               | S. Sposetti          |
| 171580 - | 1999 VW42              | 4 de novembre de 1999  | Kitt Peak            | Spacewatch           |
| 171581 - | 1999 VE57              | 4 de novembre de 1999  | Socorro              | LINEAR               |
| 171582 - | 1999 VX80              | 4 de novembre de 1999  | Socorro              | LINEAR               |
| 171583 - | 1999 VQ88              | 4 de novembre de 1999  | Socorro              | LINEAR               |
| 171584 - | 1999 VF96              | 9 de novembre de 1999  | Socorro              | LINEAR               |
| 171585 - | 1999 VG104             | 9 de novembre de 1999  | Socorro              | LINEAR               |
| 171586 - | 1999 VR164             | 14 de novembre de 1999 | Socorro              | LINEAR               |
| 171587 - | 1999 VU168             | 14 de novembre de 1999 | Socorro              | LINEAR               |
| 171588 - | 1999 WG1               | 26 de novembre de 1999 | Kleť                 | Kleť                 |
| 171589 - | 1999 WP5               | 28 de novembre de 1999 | Kitt Peak            | Spacewatch           |
| 171590 - | 1999 WH7               | 28 de novembre de 1999 | Višnjan Observatory  | K. Korlević          |
| 171591 - | 1999 WT10              | 28 de novembre de 1999 | Kitt Peak            | Spacewatch           |
| 171592 - | 1999 WN14              | 28 de novembre de 1999 | Kitt Peak            | Spacewatch           |
| 171593 - | 1999 XK40              | 7 de desembre de 1999  | Socorro              | LINEAR               |
| 171594 - | 1999 XZ40              | 7 de desembre de 1999  | Socorro              | LINEAR               |
| 171595 - | 1999 XM44              | 7 de desembre de 1999  | Socorro              | LINEAR               |
| 171596 - | 1999 XN47              | 7 de desembre de 1999  | Socorro              | LINEAR               |
| 171597 - | 1999 XV53              | 7 de desembre de 1999  | Socorro              | LINEAR               |
| 171598 - | 1999 XN57              | 7 de desembre de 1999  | Socorro              | LINEAR               |
| 171599 - | 1999 XJ63              | 7 de desembre de 1999  | Socorro              | LINEAR               |
| 171600 - | 1999 XN122             | 7 de desembre de 1999  | Catalina             | CSS                  |